# Błażej Król
Błażej Król (ur. 9 lutego 1984 w Gorzowie Wielkopolskim) – polski muzyk, kompozytor, wokalista i autor tekstów. Członek zespołu muzyki alternatywnej Kawałek Kulki. Do 2010 roku muzyk nagrał wraz z grupą m.in. dwa albumy studyjne Kawałek Kulki (2007) oraz Noc poza domem/error (2010).
W latach 2011–2014 wraz z Maurycym Kiebzakiem-Górskim współtworzył duet pod nazwą UL/KR. W 2014 roku nakładem wytwórni muzycznej Thin Man Records ukazał się debiut solowy muzyka zatytułowany Nielot. W karierze solowej używa swojego nazwiska jako pseudonimu artystycznego (z zapisem wielkimi literami).

## Albumy
| Rok                                     | Dane dot. albumu | Pozycja na liście |
| Rok                                     | Dane dot. albumu | POL               |
| --------------------------------------- | --- | ----------------- |
| 2014                                    | Nielot - Data: 7 kwietnia 2014 - Wydawca: Thin Man/Rockers Publishing - Format: CD, digital download                  | 36                |
| 2015                                    | Wij - Data: 13 kwietnia 2015 - Wydawca: Kayax/Warner Music Poland - Format: CD, digital download                      | 40                |
| 2016                                    | Przez sen - Data: 11 marca 2016 - Wydawca: Kayax/Warner Music Poland - Format: CD, digital download                   | –                 |
| 2018                                    | Przewijanie na podglądzie - Data: 16 marca 2018 - Wydawca: Art2 - Format: CD, digital download                        | 46                |
| 2019                                    | Nieumiarkowania - Data: 13 września 2019 - Wydawca: Art2 - Format: CD, digital download                               | 13                |
| 2021                                    | Dziękuję - Data: 9 kwietnia 2021 - Wydawca: Art2 - Format: CD, digital download                                       | 4                 |
| 2023                                    | W każdym (polskim) domu - Data: 9 lutego 2023 - Wydawca: Art2/Sony Music Entertainment - Format: CD, digital download | 26                |
| 2024                                    | Kasia i Błażej (z Nosowską) - Data: 20 września 2024 - Wydawca: Kayax - Format: CD, LP, digital download              | 2                 |
| „–” oznacza, że album nie był notowany. | |                   |

## Single
| Rok  | Tytuł                               | Pozycja na liście | Pozycja na liście | Certyfikat          | Album                     |
| Rok  | Tytuł                               | LP3               | SLiP              | Certyfikat          | Album                     |
| ---- | ----------------------------------- | ----------------- | ----------------- | ------------------- | ------------------------- |
| 2014 | „Szczenię”                          | –                 | –                 |                     | Nielot                    |
| 2014 | „Powoli”                            | –                 | –                 |                     | Nielot                    |
| 2015 | „Zaklęcie”                          | 14                | 49                |                     | Wij                       |
| 2016 | „Nie waż się”                       | –                 | –                 |                     | Przez sen                 |
| 2018 | „Całą ciszę / Pokój nocny”          | 16                | –                 |                     | Przewijanie na podglądzie |
| 2018 | „Spróbuję / Strażnik”               | 23                | –                 |                     | Przewijanie na podglądzie |
| 2019 | „Z Tobą / Do domu”                  | 4                 | –                 |                     | Przewijanie na podglądzie |
| 2019 | „Te smaki i zapachy”                | 1                 | –                 | - ZPAV: złota płyta | Nieumiarkowania           |
| 2019 | „Druga pomoc”                       | 5                 | –                 |                     | Nieumiarkowania           |
| 2019 | „Głodne dusze”                      | 7                 | –                 |                     | Nieumiarkowania           |
| 2021 | „Tak jak Ty”                        | –                 | –                 |                     | Dziękuję                  |
| 2021 | „Nie zrobię nic”                    | –                 | –                 |                     | Dziękuję                  |
| 2021 | „Zbyt dobrze Ci idzie”              | –                 | –                 |                     | Dziękuję                  |
| 2021 | „Potrzeba skał” (oraz Rosalie.)     | –                 | –                 |                     |                           |
| 2022 | „Przyszedłem tu” (oraz Quebonafide) | –                 | –                 |                     | W każdym (polskim) domu   |
| 2022 | „Miałem już nie tańczyć”            | –                 | –                 | - ZPAV: złota płyta | W każdym (polskim) domu   |
| 2022 | „10 lat”                            | –                 | –                 |                     | W każdym (polskim) domu   |
| 2024 | „Można” (oraz Nosowska)             | 1                 | –                 |                     | Kasia i Błażej            |
| 2024 | „Wanna” (oraz Nosowska)             | 14                | –                 |                     | Kasia i Błażej            |
| 2024 | „Błyszcz” (oraz Nosowska)           | –                 | –                 |                     | Kasia i Błażej            |
| 2025 | "3 krótkie, 3 długie, 3 krótkie"    | 6                 | –                 |                     |                           |

## Teledyski
| Rok  | Tytuł                  | Reżyseria                          | Album                     | Źródło |
| ---- | ---------------------- | ---------------------------------- | ------------------------- | ------ |
| 2014 | „Powoli”               | Radosław Rutkowski                 | Nielot                    | [ 21 ] |
| 2015 | „Zaklęcie”             | Michał Braum                       | Wij                       | [ 22 ] |
| 2018 | „Spróbuję / Strażnik”  | Mateusz Erdmann, Michał Więckowski | Przewijanie na podglądzie | [ 23 ] |
| 2019 | „Te smaki i zapachy”   | Piotr Onopa                        | Nieumiarkowania           | [ 24 ] |
| 2019 | „Druga pomoc”          | Marcin Podolec                     | Nieumiarkowania           | [ 25 ] |
| 2021 | „Tak jak Ty”           | Przemek Dzienis                    | Dziękuję                  | [ 26 ] |
| 2021 | „Nie zrobię nic”       | Bartosz Wajer                      | Dziękuję                  | [ 27 ] |
| 2021 | „Zbyt dobrze ci idzie” | Mateusz Białęcki                   | Dziękuję                  | [ 28 ] |

## Nagrody i wyróżnienia
| Rok  | Nagroda                                                        | Kategoria                   | Tytułem                                                | Nota      | Źródło |
| ---- | -------------------------------------------------------------- | --------------------------- | ------------------------------------------------------ | --------- | ------ |
| 2015 | Paszport „Polityki”                                            | Muzyka popularna            | Błażej Król                                            | Nominacja | [ 29 ] |
| 2015 | Nagroda Artystyczna Miasta Torunia im. Grzegorza Ciechowskiego | –                           | Błażej Król                                            | Laureat   | [ 30 ] |
| 2019 | Paszport „Polityki”                                            | Muzyka popularna            | Błażej Król                                            | Laureat   | [ 31 ] |
| 2019 | Fryderyki 2019                                                 | Album roku alternatywa      | Przewijanie na podglądzie                              | Nominacja | [ 32 ] |
| 2020 | Fryderyki 2020                                                 | Album roku pop alternatywa  | Nieumiarkowania                                        | Nominacja | [ 33 ] |
| 2020 | Fryderyki 2020                                                 | Utwór roku                  | „Te smaki i zapachy”                                   | Nominacja | [ 33 ] |
| 2020 | Fryderyki 2020                                                 | Autor roku                  | Błażej Król                                            | Wygrana   | [ 33 ] |
| 2020 | Fryderyki 2020                                                 | Kompozytor roku             | Błażej Król                                            | Nominacja | [ 33 ] |
| 2021 | Fryderyki 2021                                                 | Autor roku                  | Błażej Król, Daria Zawiałow, Igo (jako team autorski)  | Nominacja | [ 34 ] |
| 2021 | Fryderyki 2021                                                 | Najlepsze nowe wykonanie    | „Byłaś serca biciem” (oraz Igor Nikiforow)             | Nominacja | [ 34 ] |
| 2021 | Fryderyki 2021                                                 | Najlepsze nowe wykonanie    | „Płoną góry, płoną lasy” (jako Męskie Granie 2020)     | Nominacja | [ 34 ] |
| 2022 | Fryderyki 2022                                                 | Album Roku Indie Pop        | Dziękuję                                               | Nominacja | [ 35 ] |
| 2022 | Fryderyki 2022                                                 | Teledysk Roku               | "Potrzeba skał" (reż. Dawid Misiorny i Tymon Nogalski) | Nominacja | [ 35 ] |
| 2025 | Fryderyki 2025                                                 | Album Roku Pop Alternatywny | Kasia i Błażej                                         | Nominacja | [ 36 ] |